# Cativa催化法

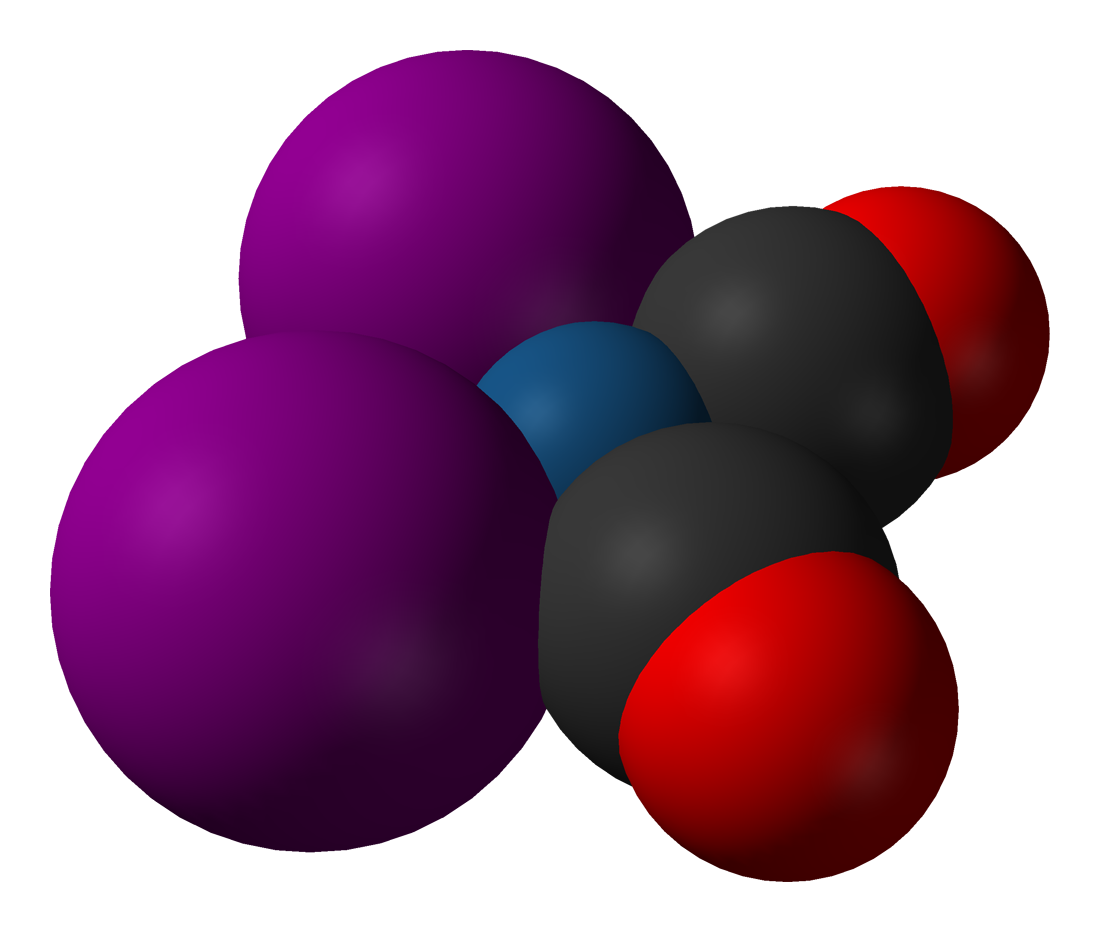
[Ir(CO)_{2}I_{2}]^{−}催化剂的空间填充模型

Cativa催化法是一种和孟山都法相似，通过甲醇羰基化制备乙酸的方法，由英国石油开发并持有专利。
这个方法是基于一种含铱的催化剂，一般是复合物[Ir(CO)2I2]−。
Cativa催化法和孟山都法极其类似，可以使用同样的反应设备。孟山都最初研究表明，在甲基羰基化中，铱催化的活性没有铑催化的活性高。但随后的研究又显示，含铱催化剂的活性可以被钌提升，而这样的组合比铑基的还要好很多。使用铱的另外一个好处是减少了反应的用水量，可以大幅减少了干燥管的使用量，从而减少副产物生成，順帶还抑制了水煤气变换反应的发生。另外，这个方法允许更多催化剂的使用。与孟山都法相比，Cativa催化法可以产生更少的丙酸副产物，並抑制水煤氣變換反應。